# Hüsamettin Yener
Hüsamettin Yener (* 19. März 1995 in Izmir) ist ein türkischer Fußballspieler.

## Karriere

### Verein
Yener begann mit dem Vereinsfußball in der Nachwuchsabteilung von Altay İzmir. Hier erhielt er im Sommer 2011 einen Profivertrag und gehörte fortan neben seinen Einsätzen in den Nachwuchs- und Reservemannschaften auch dem Profikader an. Sein Profidebüt gab er am 21. Dezember 2011 in der Pokalbegegnung gegen Akhisarspor.
Mit seinem Verein schaffte er innerhalb zweier Spielzeiten den Aufstieg von der viertklassigen TFF 3. Lig bis in die zweitklassige TFF 1. Lig.

### Nationalmannschaft
Yener startete seine Nationalmannschaftskarriere 2011 mit einem Einsatz für die türkische U-16-Nationalmannschaft.

## Erfolge
Mit Altay İzmir
- Play-off-Sieger der TFF 3. Lig und Aufstieg in die TFF 2. Lig: 2016/17
- Meister der TFF 2. Lig und Aufstieg in die TFF 1. Lig: 2017/18